# Gabriel Trifu
Gabriel Tifu es un tenista rumano nacido en Bucarest el 11 de abril de 1975. Ha ganado un título ATP en la modalidad dobles. Su ranking más alto en individuales ha sido 148.º en abril de 2002 mientras que en dobles fue 97.º en julio de 2005. Ha jugado Copa Davis para su país, habiendo debutado con una victoria junto a Andrei Pavel en la derrota de Rumania contra Rusia por 3-2 en tierras rusas.

## Títulos (1)

### Dobles (1)
Challengers y torneos menores no se tienen en cuenta en la presente lista, solo los de ATP.
| Leyenda                |
| Grand Slam (0)         |
| Tennis Masters Cup (0) |
| ATP Masters Series (0) |
| ATP Tour (1)           |

| N.º | Fecha                    | Torneo            | Superficie    | Pareja                 | Oponentes en la final                            | Resultado |
| --- | ------------------------ | ----------------- | ------------- | ---------------------- | ------------------------------------------------ | --------- |
| 1.  | 14 de septiembre de 1998 | Bucarest, Rumania | Tierra batida | Andrei Pavel (Rumania) | George Cosac (Rumania) / Dinu Pescariu (Rumania) | 7-6 7-6   |

### Clasificación en torneos del Grand Slam
| Torneo               | 2002 | 2001 | 2000 | 1999 | Títulos |
| -------------------- | ---- | ---- | ---- | ---- | ------- |
| Abierto de Australia | -    | -    | -    | -    | 0       |
| Roland Garros        | 1r   | -    | -    | -    | 0       |
| Wimbledon            | 2r   | -    | -    | 2r   | 0       |
| US Open              | -    | -    | -    | -    | 0       |
| Tennis Masters Cup   | -    | -    | -    | -    | 0       |